# Przydonianka
Przydonianka, także Przydoniecki Potok lub Przydonicki Potok – potok, obecnie uchodzący do Jeziora Rożnowskiego. Przed wybudowaniem zapory wodnej w Rożnowie był prawym dopływem Dunajca. Powstaje w miejscowości Janczowa i płynie w kierunku północnym. W miejscowości Przydonica łączy się ze swym największym dopływem – Górowskim Potokiem (zwanym też Górowianką), spływającym ze wschodu na zachód i zbierającym wody z grzbietu Żebraczki. Po połączeniu się z Górowskim Potokiem Przydonianka nadal spływa w kierunku zbliżonym do północnego. Na granicy miejscowości Podole-Górowa i Bartkowa-Posadowa skręca na zachód, po czym na terenie tej ostatniej uchodzi do Jeziora Rożnowskiego. Następuje to na wysokości 272 m. W miejscu ujścia tworzy dość sporą zatokę.
Zlewnia Przydonianki znajduje się w miejscowościach: Bartkowa-Posadowa, Podole-Górowa, Przydonica, Miłkowa i Janczowa, w całości na obszarze Pogórza Rożnowskiego.
Przez większą część roku Przydonianka to niewielki ciek wodny. Jednak po większych ulewach zamienia się w rwącą rzekę i do Jeziora Rożnowskiego nanosi tony mułu, żwiru i śmieci. Uzbierało się ich tak wiele, że w 2012 r. dokonano odmulenia jego ujścia w Bartkowej, a na odzyskanym terenie utworzono przystań dla żaglówek. Koszt całej operacji to 7,2 mln zł.